# イコンタ

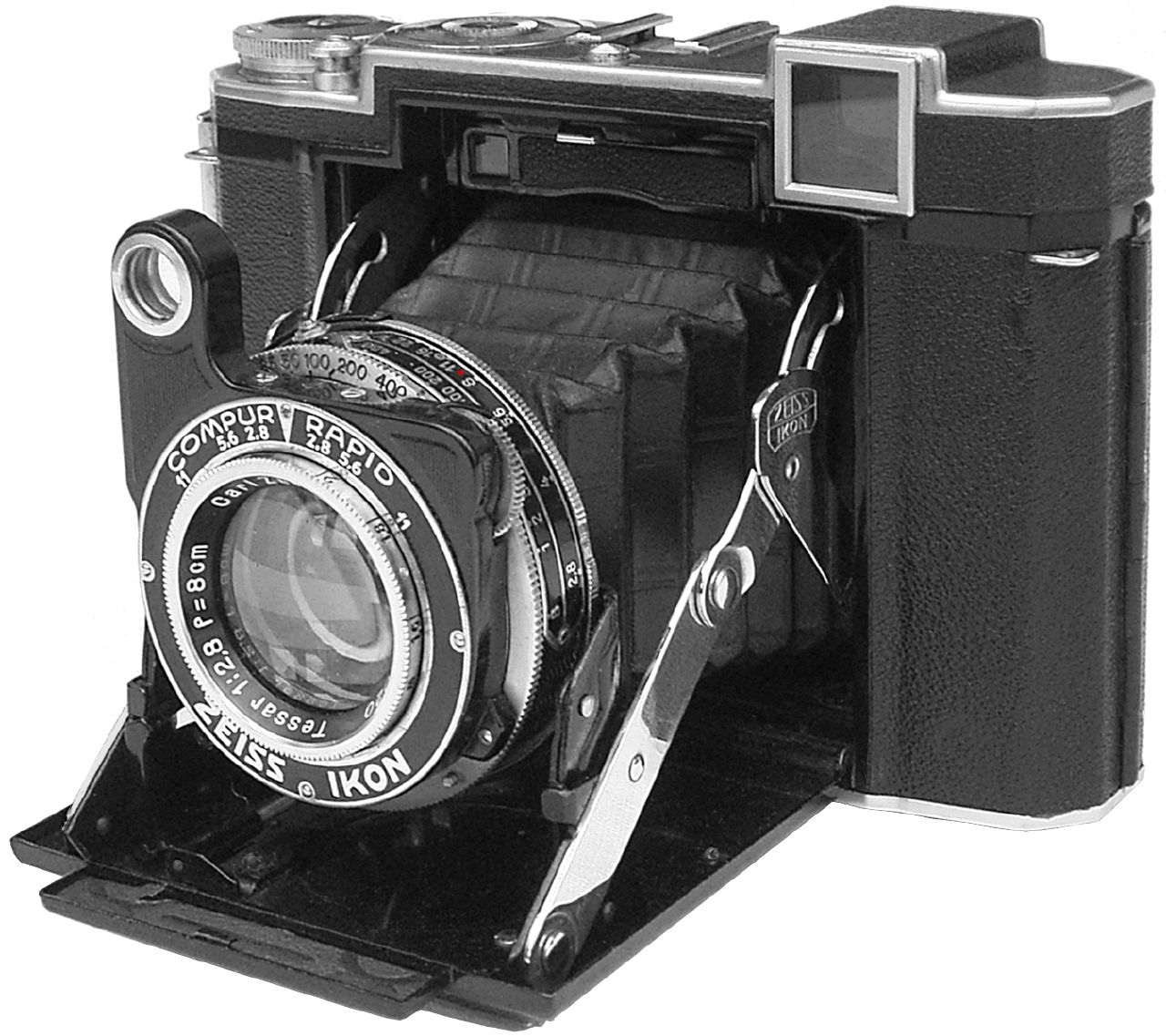
Super Ikonta 532/16

イコンタ（Ikonta ）はツァイス・イコンが製造したスプリングカメラである。
「世界初のスプリングカメラ」と称されることもあり極めて初期の製品であるが、これ以前のスプリングカメラとして少なくともアトムがある。誕生直後は合併前の製品を継続して生産していたツァイス・イコンが初めて発売したオリジナル設計のカメラでもある。
最初のイコンタは元コンテッサ・ネッテルにいて後に退社しナーゲルを創業したアウグスト・ナーゲルを中心に開発された。ツァイス・イコンの新コードナンバーが最初に使用されたのはイコネッテであるがこのイコンタ以後急速に新コードが広がったことを以て、酒井修一はツァイス・イコンのこのカメラに掛ける期待が大きかったことを示す傍証としている。
ドレーカイル式連動距離計を装備したスーパーイコンタ、非連動距離計を装備したメスイコンタ、3×4cm判のベビーイコンタ、ライカ判のイコンタ35もある。ドレーカイル式連動距離計は回転プリズムを使用したもので、従来と同じ大きさの小型ボディーにうまく組み込まれており世界中に多数ある連動距離計装備カメラの中でも傑作の一つに数えられている。
以前はクラシックカメラの代表的存在の一つとして扱われており、銀一カメラ社長は「人気からみた名機12選」という記事でイコンタをライカ（M3/IIIg）に次ぐベスト2に挙げている。また小型軽量で携行に便利なため風見武秀はテッサーつきのスーパーセミイコンタとスーパーイコンタを愛用したし、白簱史朗は1965年にスーパーイコンタIを6,000円で買いその次の山行に持参して撮った写真が2枚計16,000円で売れたのを始めとして愛用し、1986年の時点で7台を所有するに至っていた。
同種のカメラには普及版のネッター、さらに普及版のボブ、ベークライトボディーのシンプレックスがある。

## 製品の特定
幾多の改良を受けたため多種多様に渡り、また3系統の呼称が混在して使用されているためかなり困難である。レンズ、シャッターも多種の組み合わせがある。

### 日本式
6×4.5cm判をセミイコンタ、6×6cm判をイコンタシックス、6×9cm判をイコンタ、連動距離計付き6×4.5cm判をスーパーセミイコンタ、連動距離計付き6×6cm判をスーパーシックス後にスーパーイコンタシックス、連動距離計付き6×9cm判をスーパーイコンタ、非連動距離計付き6×9cm判をメスイコンタと称し、改良に従ってIからVまでの記号を後に付けて行く。

### ヨーロッパ式
ツァイス・イコンのコードナンバーを併記することで区別することが多い。すなわち6×4.5cm判をイコンタ52*、6×6cm判をイコンタ52*/16、6×9cm判をイコンタ52*/2、連動距離計付き6×4.5cm判をスーパーイコンタ53*、連動距離計付き6×6cm判をスーパーイコンタ53*/16、連動距離計付き6×9cm判をスーパーイコンタ53*/2と称し、改良に従って*の数が0（戦前前期）、1（戦前後期）、2（戦後）と増えて行く。

### アメリカ式
6×4.5cm判をイコンタA、6×6cm判をイコンタB、6×9cm判をイコンタC、連動距離計付き6×4.5cm判をスーパーセミイコンタA、連動距離計付き6×6cm判をスーパーイコンタB、連動距離計付き6×9cm判をスーパーイコンタCと称する。イコンタDは616フィルムを使用し6.5×11cm判である。

## 120フィルム使用カメラ

### 6×4.5cm判
画面の広さに対して軽量で作りも良い。当時日本では特に人気が高く、コピー商品も6×4.5cm判ばかりとなり、後にこれが日本製スプリングカメラの特質として挙げられる程であった。

#### 距離計なし
- セミイコンタI（Ikonta 520 、1932年発売[8][9]） - レンズはノヴァー7.5cmF6.3/テッサー75mmF4.5[9]。シャッターはデルバル/コンパー[9]。当時120フィルムの裏紙には6×4.5cm判用の数字が印刷されていなかったため、6×9cm判用の数字を使い2つの赤窓に交互に合わせることでフィルム送りを行なう。1934年からは単なる枠だったファインダーが光学式になった[9]。1936年からはシャッターレリーズがボディーに移され、ノヴァー75mmF4.5/ノヴァー70mmF3.5/テッサー70mmF3.5、コンパーラピッドが追加された[9]。
- セミイコンタII（Ikonta 520 、1938年発売[10]）

#### 連動距離計つき
- スーパーセミイコンタI（Super Ikonta 530 、1934年発売[7][8]） - レンズはテッサー7cmF3.5。シャッターはレンズシャッターの位置についているがレバーにより2カ所でレリーズでき、縦位置でも撮影しやすくなっている。当時120フィルムの裏紙には6×4.5cm判用の数字が印刷されていなかったため、6×9cm判用の数字を使い2つの赤窓に交互に合わせることでフィルム送りを行なう。
- スーパーセミイコンタIa（Super Ikonta 530 、1935年発売） - シャッターレリーズがボディーに移され、ボタン式になった。
- スーパーセミイコンタII（Super Ikonta 531 、1936年または1937年[11]発売） - 二重撮影防止装置を装備し、全体的にクローム仕上げを多くした[11]。シャッターはTがなくなりコンパーラピッド[11]。
- スーパーセミイコンタIII（Super Ikonta 531 、1937年発売） - レンズがテッサー75mmF3.5/クセナー75mmF3.5/ノヴァー75mmF3.5に変更され、このため折り畳んだ時のカメラ全体が厚くなった[11]。120フィルム裏紙に6×4.5cm判の数字が印刷されるようになったため赤窓が1つになった。
- スーパーセミイコンタIV（Super Ikonta 532 、1948年発売） - Xシンクロ接点を装備した。レンズはツァイス・オプトン製テッサー75mmF3.5。
- スーパーセミイコンタV（Super Ikonta 532 、1951年発売） - MXシンクロ接点を装備[11]。レンズはテッサー75mmF3.5で、当初「ツァイス・オプトン」製であったが1955年にカール・ツァイス製になっている[11]。

### 6×6cm判

#### 距離計なし
- イコンタシックスI（Ikonta 520/16 、1936年発売[10]） - レンズはノヴァー75mmF4.5またはノヴァー75mmF3.5またはテッサー75mmF3.5[10]。
- イコンタシックスII（Ikonta 521/16 、1938年発売[4]）
- イコンタ6×6II（Ikonta 523/16 、1951年発売[12]） - ボディー上部を凸型としそこにファインダーを組み込んだ型[12]。

#### 連動距離計つき
- スーパーシックスI（Super Ikonta 530/16 、1935年発売[7][8][11]、日本では1936年に見本入荷し1937年春発売[3]） - スーパーイコンタIに少し遅れて発売された[8]。レンズはテッサー8cmF2.8/テッサー8cmF3.5。最初からボディーシャッター、二重撮影防止装置を装備した。フィルム送りは赤窓でなく、初期製品はボディー上面のカウンターを見て止める方式で、後に自動停止式になった[11]。11枚撮り[11]。ボディー上面にはアクセサリーシューを装備している[11]。通称「二ツ目」と言われ連動距離計がファインダーと別だが、光路を曲げるプリズムが固定されているため便利になっている。
- スーパーシックスII（Super Ikonta 532/16 ） - レンズはテッサー8cmF2.8のみ[11]。距離計がファインダーに組み込まれた[11]。通称「一ツ目」[11]。
- スーパーシックスIII（Super Ikonta 533/16 、1937年発売） - セレン式の露出計を内蔵し、これは二眼レフカメラのコンタフレックス、コンタックスIIIに次いで3番目、スプリングカメラとしては世界初。12枚撮りになった[13]。1950年頃にはオプトン・テッサーとシンクロコンパーを装着して再発売された[13]。
- スーパーシックスIV（Super Ikonta 532/16 、1949年発売） - X接点を装備した。
- スーパーシックスV（Super Ikonta 532/16 、1950年発売） - MXシンクロ接点を装備した。
- スーパーイコンタシックスIII（Super Ikonta 531/16 、1954年発売） - スーパーシックスIIIとは全く別の新設計モデルで、小型軽量化された。距離計がドレーカイルでなくハーフミラー式となった。レンズはテッサー75mmF3.5/ノヴァー75mmF3.5。フィルム送りはセミオートマットになった[14]。
- スーパーイコンタシックスIV（Super Ikonta 534/16 、1956年発売[14]） - スーパーイコンタシックスIIIに露出計を装備したモデル[14]。

#### 非連動距離計つき
距離計で測定した距離をレンズ前玉の距離目盛に移してピント合わせをする。
- メスイコンタ6×6（Ikonta 524/16 、1951年発売[14]）。

### 6×9cm判
中枠を取り付けることにより6×4.5cm判16枚撮りでも撮影可能。セミイコンタがアマチュアに人気が高かったのに対し、イコンタはプロカメラマンが実用機として好んで購入、この状況は1970年代後半まで続いた。

#### 距離計なし
- イコンタI（Ikonta 520/2 、1929年発売[2][15]） - これが最初に発売されたモデルで、当初レンズはノヴァー10.5cmF6.3、シャッターはデルバルで1/25、1/50、1/100秒と普及機に採用される組み合わせであった[15]。1930年には上級のテッサー10.5cmF4.5、セルフタイマー付きオートコンパー1-1/250秒装着モデルが加わった[15]。1934年には枠ファインダーが光学式に、たすきが波形になり、6×4.5cm判が撮影できるよう中枠つきになるとともに赤窓が2つになり[16]、さらに光学式ファインダーアルバダ枠が入れられるようになった[16]。1936年にはボディーレリーズ式になっている[16]。
- イコンタII（Ikonta 521/2 、1938年発売[16]） - シャッターを切るとシャッターロックが掛かる二重露出防止装置がついたが、巻き上げキーを少しでも回すとロックは解除され、フィルム巻上げは従来通り赤窓で送る[16]。

#### 連動距離計つき
- スーパーイコンタI（Super Ikonta 530/2 、1934年[7][4]または1935年[8]発売） - レンズはテッサー10.5cmF4.5が多いがテッサー10.5cmF3.8やトリオター105mmF4.5もある。シャッターは1-1/250秒コンパーが多いが最高速1/400秒のコンパーラピッドや、エバーセット式で1/25-1/100秒のクリオを装備する普及品もある[4]。日沖宗弘は「前玉繰り出し式のピント合わせはレンズ性能の劣化を心配する方もおられようが、私の経験ではその心配は皆無であった。いく分描写が軟らかくなるが、むしろ快い方向である」と描写力を絶賛している[17]。
- スーパーイコンタIa（Super Ikonta 530/2 、1935年発売） - シャッターレリーズがボディーに移され、ボタン式になった[4]。
- スーパーイコンタII（Super Ikonta 531/2 、1936年発売） - 二重撮影防止装置を装備した[18][3]。従前黒が基調だったがこのモデルからクロームメッキを採用[3][18]して華やかでスマートなデザインとなった[18]。ファインダーにアルバダ式の枠が入った[3]。
- スーパーイコンタIII（Super Ikonta 531/2 、1938年発売）
- スーパーイコンタIV（Super Ikonta 532/2 、1950年発売） - シャッターがXシンクロ接点を装備したコンパーラピッドになった[19]。レンズはツァイス・オプトン製テッサー105mmF3.5[19]。
- スーパーイコンタV（Super Ikonta 532/2 、1953年発売） - シャッターがMXシンクロ接点を装備したシンクロコンパーになった[19]。レンズはテッサー105mmF3.5で、当初ツァイス・オプトン製であったが1955年にカール・ツァイス製になっている。1957年製造中止された。

#### 非連動距離計つき
距離計で測定した距離をレンズ前玉の距離目盛に移してピント合わせをする。
- メスイコンタ6×9（Ikonta 524/12 、1951年発売[12]） - レンズはノヴァー105mmF4.5、ノヴァー105mmF3.5、、テッサー105mmF3.5、シャッターは1-1/250秒セルフタイマー付きのプロンターSV、1-1/500秒MXシンクロ接点付きコンパーラピッド、シンクロコンパーがある[12]。

## 127フィルム使用カメラ
3×4cm判。当時のドイツにおける3×4cm判流行の中心的存在となった。
- ベビーイコンタ（Ikonta 520/18 、1930年[2]または1931年[3]発売） - レンズはテッサー5cmF3.5/テッサー5cmF4.5/ノヴァー5cmF4.5/ノヴァー5cmF6.3[2]。シャッターはデルバル[2]。フィルム巻き上げは他のイコンタがキー式であるのに対してこのモデルではノブ式である[3]。

## 129フィルム使用カメラ
5×7.5cm判。
- イコンタ（Ikonta 520/14 、1930年発売） - これが二番目に出たモデル。レンズはノヴァー8cmF6.3、シャッターはデルバル1/25-1/100秒の組み合わせと、テッサー8cmF4.5とコンパー1-1/250秒の組み合わせがある[3]。

## 135フィルム使用カメラ
24×36mm（ライカ）判。
- イコンタ35（Ikonta 522/24 、1949年発売） - フーベルト・ネルヴィン設計。非連動距離計を載せたコンティナ、そして連動距離計と連動露出計を載せた名機コンテッサの原型である。後にコンティナI（Contina I ）と改称された。カメラを構えて左側が巻き上げとなっており、これはイコンタの伝統に則っているが、一般のライカ判カメラとは逆。レンズはテッサー45mmF2.8/クセナー45mmF2.8/ノヴァー45mmF3.5。

## 616フィルム使用カメラ
6.5×11cm判。現行当時日本には輸入されなかったため日本でもアメリカ式の呼称で流通していることが多い。フィルムが供給されなくなってからも白簱史朗は改造して使用していた。また大柄で迫力があるため収集対象になった。

### 距離計なし
- イコンタD（Ikonta 520/15 、1931年発売） - レンズはノヴァー12cmF6.3、ノヴァー12cmF4.5、テッサー12cmF4.5[3]。シャッターはテルマ1/25-1/100秒、コンパーなどがある。1939年頃製造中止になった[3]

### 連動距離計つき
- スーパーイコンタD（Ikonta 530/15 、1934年発売） - レンズはテッサー12cmF4.5。タスキのレールが直線であることと縮尺を除き6×９cm判のモデルと同一[3]。1936年に他モデルが二重撮影防止装置をつけてイコンタIIとなり型番が531に変更されたがこのモデルだけは二重撮影防止装置を装着せず型番も530のままであった[3]。中枠がつき5.5×6.5cm判も撮影できる[3]。